# Bahnhof Ashoro
Der Bahnhof Ashoro (jap. 足寄駅, Ashoro-eki) ist ein ehemaliger Bahnhof auf der japanischen Insel Hokkaidō. Er befand sich in der Unterpräfektur Tokachi auf dem Gebiet der Stadt Ashoro und war von 1910 bis 2006 in Betrieb.

## Beschreibung

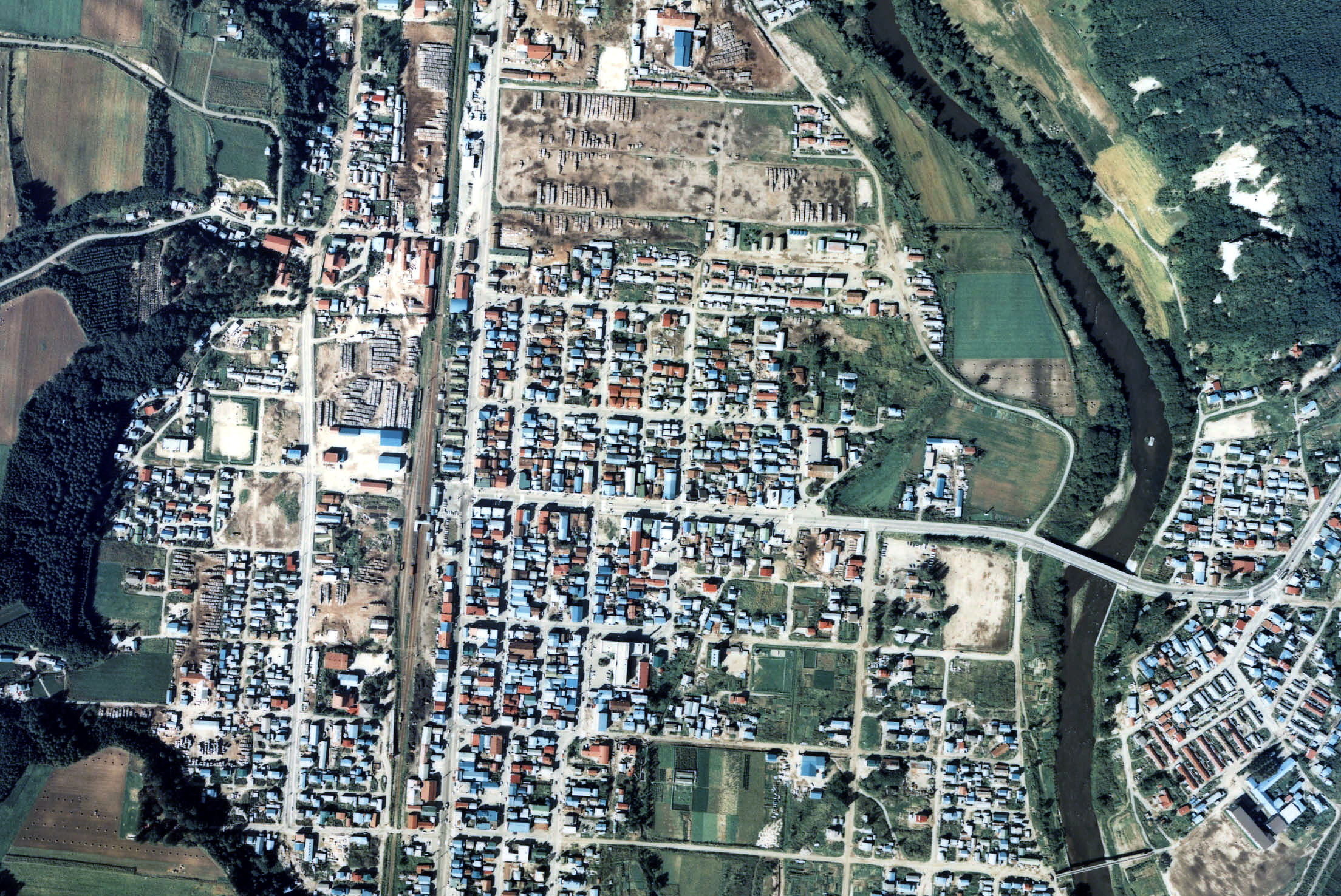
Luftansicht (1977)

Ashoro war ein Anschlussbahnhof an der Furusato-Ginga-Linie von Ikeda nach Kitami. Der Bahnhof lag im Stadtzentrum und war von Süden nach Norden ausgerichtet, nach Osten zweigte die Ashoro-Waldbahn ab. Vor 2004 besaß er drei Gleise für den Personenverkehr. Diese lagen am Hausbahnsteig und an einem Mittelbahnsteig, der durch eine Überführung mit dem Empfangsgebäude an der Ostseite der Anlage verbunden war. Südlich davon stand eine Verladerampe für den allgemeinen Güterverkehr, während ein Gütergleis an der Westseite einen Holzlagerplatz erschloss.
Nach einem Umbau präsentierte sich der Bahnhof als zweigleisige Anlage mit Seitenbahnsteigen. Sie waren Teil des Gebäudekomplexes Ashoro Galaxy Hall 21, das die Bahnstrecke überspannt. Die Gleise wurden nach der Streckenstilllegung entfernt, während die Bahnsteige weiterhin vorhanden sind. Auffälligstes Merkmal des markanten Gebäudes ist ein Aussichtsturm. In die Ashoro Galaxy Hall 21 integriert sind eine Raststätte (Michi no eki) mit Restaurant und Bäckerei, eine Verkaufsstelle des Busunternehmens Tokachi Bus, eine Ausstellung über die regionale Eisenbahngeschichte, eine Veranstaltungshalle sowie ein Museum mit den Bühnenkostümen des aus Ashoro stammenden Folksängers Chiharu Matsuyama.

## Geschichte

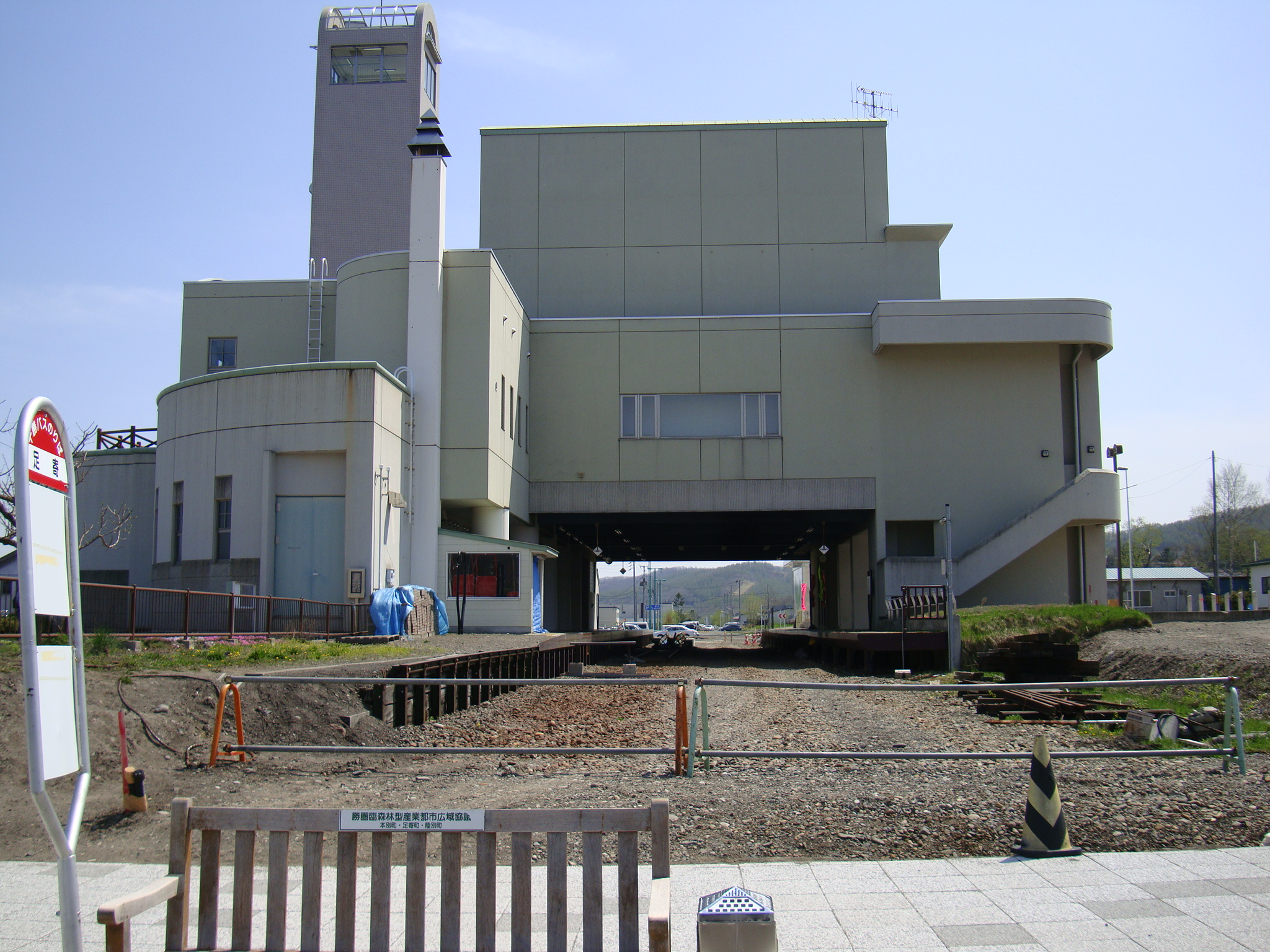
Ansicht im Jahr 2010

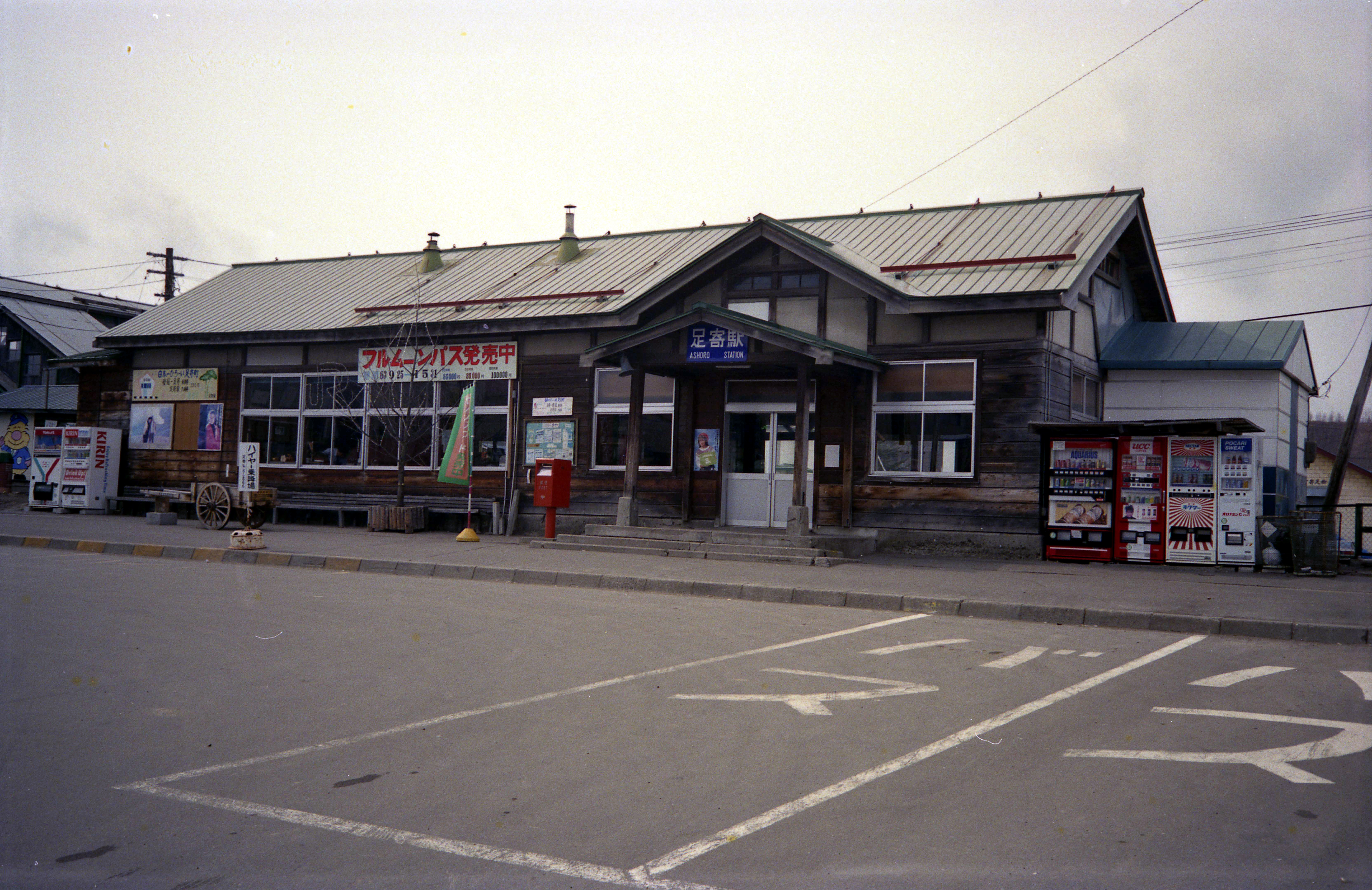
Empfangsgebäude vor dem Umbau (1989)

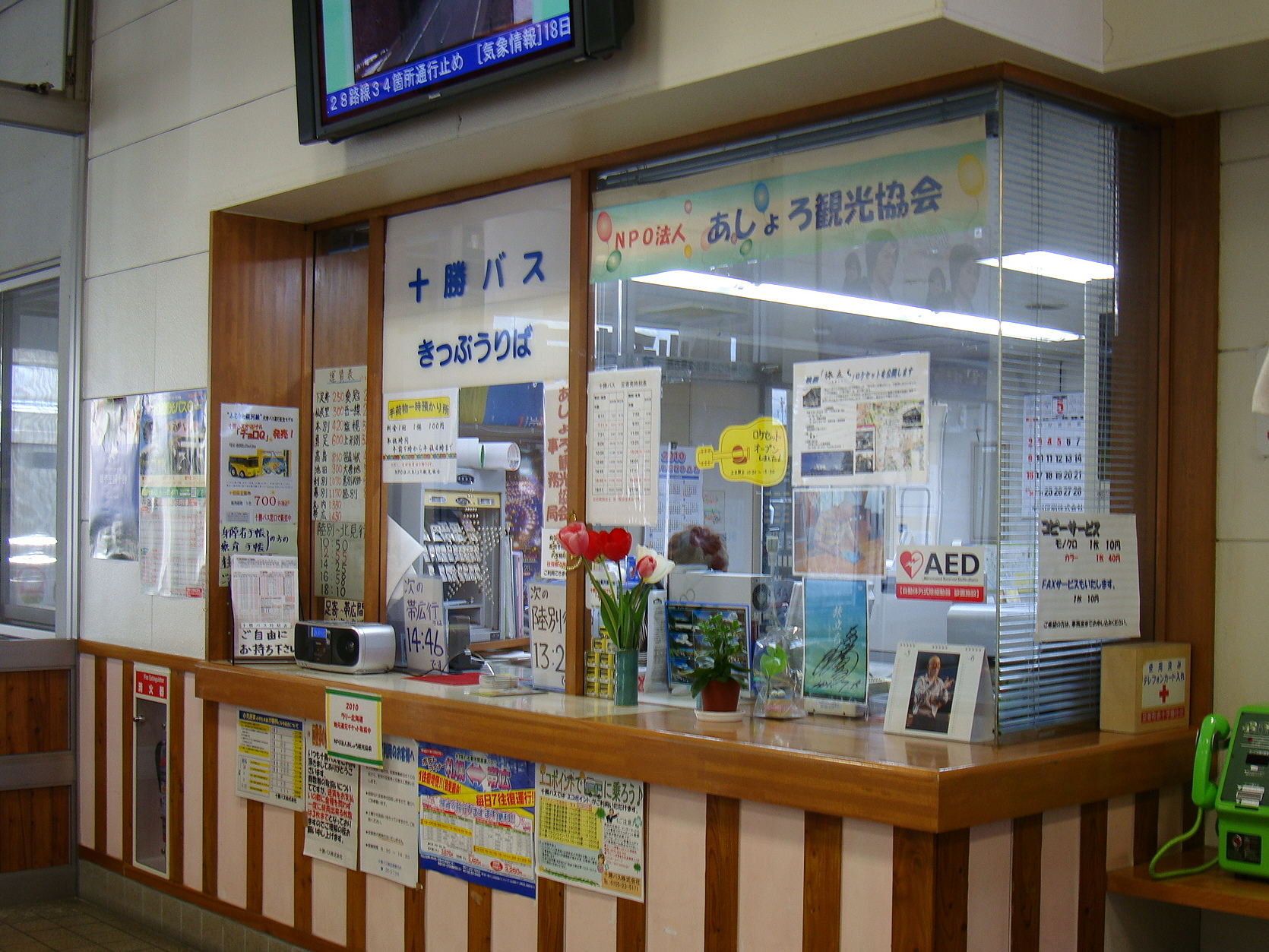
Schalter (Mai 2010)

Das Eisenbahnamt (das spätere Eisenbahnministerium) eröffnete den Bahnhof am 22. September 1910, zusammen mit dem ersten Abschnitt der Abashiri-Linie von Ikeda nach Rikubetsu. Ab 1912 trug die Abashiri-Linie die Bezeichnung Abashiri-Hauptlinie. 1922 begann der Bau der Ashoro-Waldbahn, um die Forstwirtschaft in den umliegenden Wäldern zu fördern. Wegen Überschwemmungen mussten die Arbeiten 1923 mehr als ein Jahr lang unterbrochen werden. Nach ihrer Eröffnung im Jahr 1927 betrug die Länge der Waldbahn 33,1 km. Im Jahr 1945 war die Länge der Hauptstrecke auf 37,7 km angewachsen, hinzu kam eine 10,1 km lange Zweigstrecke. 1949 waren noch 21,8 km in Betrieb und 1960 wurde die Waldbahn stillgelegt.
1939 ersetzte man das Empfangsgebäude durch einen Neubau und ergänzte diesen 1952 um eine Überführung. 1961 erfolgte die Umbenennung der Abashiri-Hauptlinie in Chikoho-Linie. Aus Kostengründen stellte die Japanische Staatsbahn am 10. September 1982 den Güterumschlag ein, am 1. Februar 1984 auch die Gepäckaufgabe. Im Rahmen der Staatsbahnprivatisierung ging der Bahnhof am 1. April 1987 in den Besitz von JR Hokkaido über. Die lokale Privatbahngesellschaft Hokkaidō Chihoku Kōgen Tetsudō übernahm die Strecke am 4. Juni 1989 und benannte sie in Furusato-Ginga-Linie um. Ab 1991 bot sie Schnellzüge zwischen Kitami und Obihiro an, die auch in Ashoro hielten.
Aus dem eher schlicht gehaltenen Empfangsgebäude von 1939 entstand durch Neu- und Anbauten die Raststätte Ashoro Galaxy Hall 21, die im August 2004 eröffnet wurde. Die Hokkaidō Chihoku Kōgen Tetsudō gab den Bahnbetrieb auf und legte die Furusato-Ginga-Linie am 21. April 2006 still, woraufhin im Bahnhofsteil des Raststättenkomplexes die Gleise entfernt wurden.